# Anthony Martial
Anthony Joran Martial (Massy, 5. prosinca 1995.) francuski je nogometaš. Trenutačno igra za AEK Atenu. 
Martial je gvadalupskog porijekla. Započeo je svoju profesionalnu karijeru u Olympique Lyonnaisu. Debitirao je u prosincu 2012. godine i odigrao je u svojoj prvoj sezoni tri ligaških utakmica. U lipnju 2013. godine, Martial je prešao iz Olympique Lyonnaisa u AS Monaco za pet milijuna eura. Dvije godine nakon prelaska je produžio svoj ugovor do 2019. godine. Međutim, tri mjeseca poslije produžetka, Martial prelazi u Manchester United. Debitirao je na Old Traffordu protiv Liverpoola, zabivši ujedno i svoj prvi pogodak za Engleze za konačnih 3:1. Za Francusku je debitirao u prijateljskoj utakmici protiv Portugala u rujnu 2015. godine. Francuski nogometni izbornik objavio je u svibnju 2016. popis za nastup na Europskom prvenstvu u Francuskoj, među kojim je i Martial bio. Martial je zabio svoj prvi pogodak u dresu Les Bleus u rujnu 2016. protiv Italije.